# كاثلين بيرلي
كاثلين ماي برويير ( 5 فبراير 1944- 3 سبتمبر 2020) هي قائدة بحرية في البحرية الأمريكية. كانت واحدة من اثنتي عشرة امرأة تم اختيارهن من قبل مجلة تايم كشخصية العام في عام 1975، ممثلةً المرأة الأمريكية (في ذروة الحركة النسوية). في مايو 1975، أصبحت أول ضابطة في البحرية تعمل كسكرتيرة علم لأميرال يقود طاقمًا عملياتيًا. في عام 1977، كانت بايرلي أحد ستة ضباط رفعوا دعوى قضائية ضد وزير البحرية الأمريكي ووزير الدفاع الأمريكي بسبب منعهم من الخدمة على متن الطائرات والسفن المقاتلة. قد أدى هذا إلى إلغاء قانون دمج القوات المسلحة للنساء لعام 1948 باعتباره غير دستوري.

## سيرتها
ولدت كاثلين ماي دوناهو بيرلي في نورفولك، فيرجينيا، في 5 فبراير 1944، وهي الأكبر بين ستة أطفال لجوزيف دوناهو، ضابط في الجيش، وزوجته لوسيل أليساندروني. كان لديها أربعة أشقاء: يوسف، بولس، تيموثاوس، ومتى، وأخت واحدة تدعى لوسيا. انتقلت العائلة بشكل متكرر حيث كان والدها يتنقل من مهمة إلى أخرى في الولايات المتحدة وألمانيا واليونان. التحقت بمدرسة ترينتون الكاثوليكية الثانوية بينما كان والدها يعمل في فورت ديكس، لكنها أكملت تعليمها الثانوي في ألمانيا. التحقت بكلية شيستنوت هيل، وتخرجت منها عام 1966.

## حياتها المهنية
بعد التخرج، انضمت إلى البحرية الأمريكية. في عام 1968، تزوجت من كيلي بيرلي، وهو زميل لها في البحرية. استقالت معظم النساء عند الزواج، لكنها تحدت الأعراف السائدة في ذلك الوقت وبقيت في الخدمة الفعلية. في مايو 1975، حصلت على رتبة ملازم قائد، وكانت مسؤولة تنفيذية في البحرية ومساعدة للأميرال البحري ألين إي هيل. كانت أول ضابطة في البحرية تعمل كسكرتيرة علم لأميرال يقود طاقمًا عملياتيًا. كانت بايرلي واحدة من اثنتي عشرة امرأة تم اختيارهن من قبل مجلة تايم كشخصية العام لعام 1975 وظهرت على الغلاف. على الرغم من أنها خدمت في طاقم ضباط العلم من قبل، إلا أن دورها كان أكثر أهمية بكثير. كانت ترأس طاقم الأدميرال، وكانت مسؤولة عن التعامل مع قيادات التدريب التسع في المحيط الهادئ.
في عام 1977، كان بايرلي واحدًا من ستة ضباط رفعوا دعوى قضائية ضد وزير البحرية الأمريكي ووزير الدفاع الأمريكي، بحجة أن احتمالات ترقيتهم كانت محدودة بشكل غير عادل بسبب عدم قدرتهم على الذهاب إلى البحر على السفن. وبموجب قانون دمج القوات المسلحة للنساء لعام 1948، كان لوزيرات الخدمة الحق في فصل النساء دون سبب، كما تم منع النساء من قيادة الطائرات المقاتلة أو الخدمة على السفن التي قد تضطر يومًا ما إلى المشاركة في القتال. وقيل لواحدة من المدعيات، وهي طيارة، أنها تستطيع توصيل الإمدادات إلى السفينة، ولكن لا تستطيع الهبوط عليها. في عام 1978، حكم قاضي المحكمة الجزئية الأمريكية جون سيريكا بأن القانون غير دستوري، مما مهد الطريق أمام النساء للخدمة. فتح الحكم 9000 وظيفة في البحر للنساء. لعل الأهم من ذلك هو أنها أتاحت للنساء فرصة قيادة السفن.
لم تحظى بايرلي بالخدمة على متن سفينة حربية، ولكن تمت ترقيتها في النهاية إلى رتبة نقيب. أصبحت المساعدة الخاصة لرئيس العمليات البحرية لسياسة المرأة، وساعدت في إعداد دراسة عام 1987 حول التمييز بين الجنسين وفرص العمل للنساء في البحرية. في العام التالي أصبحت أول امرأة تتولى منصب المدير التنفيذي لمنطقة التوظيف في نيويورك. وفي أثناء وجودها هناك، التقت بتوماس برويير، وهو ضابط بحري آخر. انفصلت عن زوجها الأول وتزوجت من برويير في عام 1988. من خلال زواجها الثاني، أنجبت ثلاثة أبناء بالتبني. في يونيو 1991، تولت قيادة مركز أورلاندو للتدريب البحري في أورلاندو بولاية فلوريدا. قد تعرضت لانتقادات بسبب الطريقة التي تعاملت بها مع ادعاءات الاغتصاب والتحرش الجنسي، وكان من المقرر إغلاقها. تحت قيادتها، تم دمج تدريب 30 ألف مجند سنويًا.  

## الحياة اللاحقة
تقاعدت كاثلين من البحرية في عام 1994 وانتقلت إلى تشولا فيستا، كاليفورنيا . لقد اهتمت بزوجها الذي كان مصابًا بمرض باركنسون حتى وفاته في عام 2009. كانت عضوًا في مجالس الفروع المحلية لجمعية باركنسون، وجمعية الزهايمر، ومركز جورج جي جلينر لرعاية الذاكرة ودعم مقدمي الرعاية، وجمعية الضباط العسكريين في أمريكا. توفيت بسبب السرطان في مستشفى بارادايس فالي في سان دييغو في 3 سبتمبر 2020. تم دفن رفاتها في مقبرة ميرامار الوطنية، حيث عملت لسنوات عديدة كمتطوعة.

## إرثها
في عام 2022، أصبحت كاثلين موضوع الفيلم الوثائقي " حان وقت التغيير: قصة كاثي برويير" للمخرج المخضرم دانيال إل برناردي . حظي الفيلم الوثائقي باهتمام نقدي كبير وتم عرضه في ليلة افتتاح مهرجان جي آي السينمائي في سان دييغو عام 2023، حيث فاز بجائزة أفضل فيلم وثائقي قصير  افتتح الفيلم مهرجان الفيلم إلى جانب فيلم وثائقي آخر عن النساء في الجيش من إخراج دانييل برناردي، وهو فيلم روائي طويل يركز على الممرضة في الجيش جينيفر مورينو بعنوان: التضحيات النهائية الكابتن. جينيفر مورينو.